# Jati (sociologie)
Een jati (Devanagari: जाति, jāti) is een bevolkingsgroep (kaste) in de traditionele maatschappij van India.
Samen met de vier varna's vormen de jati's het Indische kastenstelsel. De jati's worden wel als onderverdelingen (sub-kasten) van de varna's gezien, maar in de praktijk identificeren de meeste Indiërs zich meer met hun jati dan met hun varna. Net als bij de varna's wordt iemand in een jati geboren. In tegenstelling tot de varna's zijn veel jati's lokale of regionale groepen. Er zijn over India verspreid duizenden jati's, vaak weer onderverdeeld in sub-jati's. De jati's vormen samen een rigide hiërarchie en interactie tussen personen uit verschillende jati's is aan strenge regels gebonden. Hoewel de jati van een persoon niet kan veranderen, kan de status van de jati zelf wel veranderen. Daarnaast kan dezelfde jati in verschillende regio's een verschillende plek in de sociale hiërarchie innemen, of zelfs tot een andere varna gerekend worden.